# Symphurus melasmatotheca
 Symphurus melasmatotheca és un peix teleosti de la família dels cinoglòssids i de l'ordre dels pleuronectiformes que viu al Pacífic oriental (des de Mèxic fins a Panamà).